# Шмалев, Тимофей Иванович
Тимофей Иванович Шмалев — капитан, камчатский командир.

## Биография
Почти вся служба Шмалева прошла на Камчатке. 
В 1755-1761 годах начальник Тигильской крепости.
С 1765 по 1769 г. управлял Нижне-Камчатским острогом. В это время, несмотря на неблагоприятные условия, заботился о возможности крестьян заниматься земледелием и скотоводством, для чего раздавал им безвозмездно отпущенные правительством семена, скот и земледельческие орудия. Среди распущенной и жестокой администрации Камчатки Шмалев выгодно выделялся своим гуманным обращением с местными жителями и крестьянами.
В 1776-1799 годах - главный командир Камчатки и командир Петропавловского порта. 
Скончался 18 декабря 1799 года.

## Сочинения
- Составил «Краткое описание Камчатки», в котором рассказывает о природе и естественных богатствах полуострова, быте его жителей и т. п. Это произведение помещено в «Опыте трудов вольного Российского собрания при Московском университете», 1774, т. I.